# Fernandes Guitars

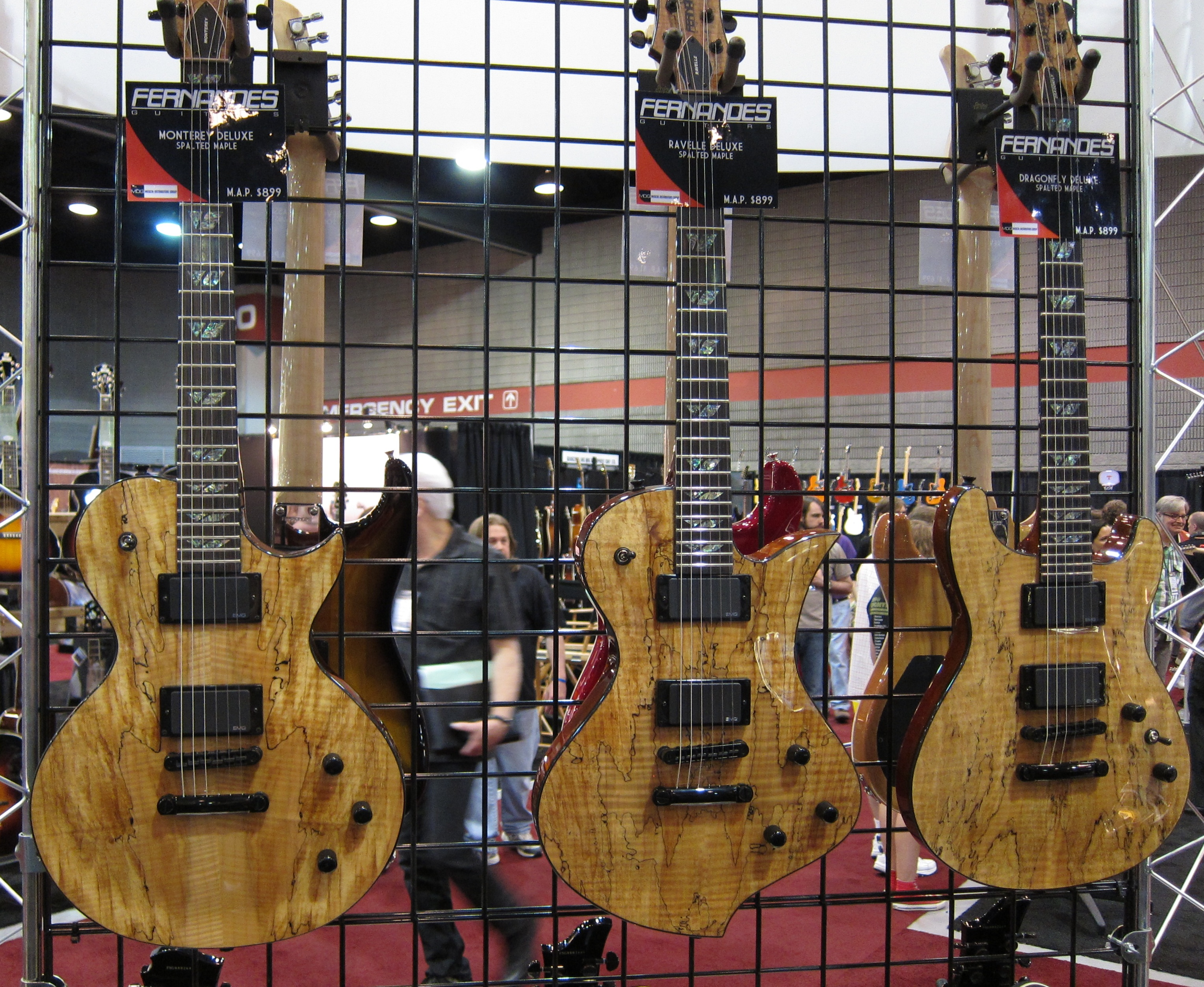
Fernandes Gitarren

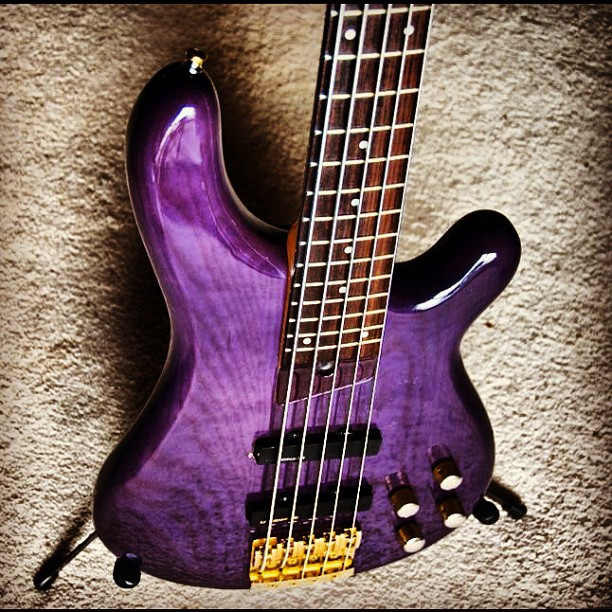
Fernandes APB-5 Bass

Fernandes Guitars war ein japanischer Hersteller von Gitarren und Bässen.
Fernandes Guitars stellte im Juli 2024 den Betrieb ein.

## Geschichte
Die Firma wurde 1969 gegründet und baute zunächst  Flamenco-Gitarren. In den Folgejahren erweiterte das Unternehmen die Produktpalette um E-Gitarren, Bassgitarren und Gitarrenverstärker.
In den 70er Jahren entwickelte sich Fernandes zu einem führenden japanischen Qualitäts-Anbieter für Fender-Kopien.
Unter dem Namen Burny werden zudem Gibson-Kopien angeboten, die beispielsweise Steve Hackett spielt. Später wurden eigene Gitarrenmodelle entwickelt.

## Sustainer
Bekannt ist der Fernandes Sustainer, ein System, das die Gitarrensaiten über eine kontrollierte elektrische Rückkopplung beliebig lange schwingen lässt. Das System wurde auch von anderen Gitarrenherstellern wie Fender eingebaut.

## Fernandes-Gitarristen
- Robert Fripp (King Crimson)
- Robert Smith (The Cure)
- Neal Schon (Journey), Sustainer, Fernandes Signature Model
- Steve Hackett
- Kirk Hammett (Metallica)
- Steve Vai
- Edward Van Halen (Van Halen), Sustainer
- Joe Walsh
- Billie Joe Armstrong (Green Day)
- Adrian Vandenberg (Whitesnake), Fernandes Signature Model
- „Hide“ Hideto Matsumoto